# 友乜唔講得
《友乜唔講得》，是香港電視廣播有限公司的清談節目，由阮兆祥、梅小惠、江欣燕三人共同主持，每集邀請不同嘉賓到節目聊天。

## 簡介
梅小惠、阮兆祥及江欣燕共同主持的友乜唔講得，是一檔充滿回憶與歡笑的綜藝節目，帶領觀眾走進三位主持多年的合作點滴。節目不僅回顧他們在演藝界的經典合作，也展現彼此之間真摯的友誼與默契，讓觀眾重溫昔日娛樂圈的趣聞軼事。 他們三人都是1985入行，阮兆祥跟江欣燕早於中學認識，三人認識接近三十年。
他們邀請的嘉賓會分享珍貴回憶，入行時的趣聞、瘀事與難忘經歷。

## 每集主題
| 集數 | 上映日期 | 主題名稱 |
| ---- | -------- | -------- |
| 01   | 1月26日  |          |
| 02   | 2月2日   |          |
| 03   | 2月9日   |          |
| 04   | 2月16日  |          |
| 05   | 2月23日  |          |
| 06   | 3月2日   |          |
| 07   | 3月23日  |          |
| 08   | 3月30日  |          |
| 09   | 4月13日  |          |
| 10   | 4月20日  |          |
| 11   | 4月27日  |          |
| 12   | 5月4日   |          |
| 13   |          |          |

## 外部連結
- 無綫電視節目網頁 -友乜唔講得